# Centenero
Centenero (en aragonés Centenero o Zentenero) es una localidad de la comarca de la Hoya de Huesca que pertenece al municipio de Las Peñas de Riglos en la provincia de Huesca. Su distancia a Huesca es de 65 km.

## Toponimia
Aparece citado en la documentación histórica a partir de 1035 como Centenero, Centeneru y Çentero.

## Historia
El 14 de abril de 1035 el rey Sancho Garcés III de Navarra dio al conde Sancho Galíndez las villas de Salamaña y Centenero.
En 1849-1857 se unió a Anzánigo

## Demografía

### Localidad
Datos demográficos de la localidad de Centenero desde 1900:
| 100                   | 92 | 77 | 117 | 68 | 47 | 49 | 29 | 12 | 13 | 14 | 11 | 11 |
| (Fuente: IAEST e INE) |    |    |     |    |    |    |    |    |    |    |    |    |

- Datos referidos a la población de derecho.

### Antiguo municipio
Datos demográficos del municipio de Centenero desde 1842:
| 87            | -- | -- | -- | -- | -- | -- | -- |
| (Fuente: INE) |    |    |    |    |    |    |    |

- Entre el censo de 1857 y el anterior, este municipio desaparece porque se integra en el municipio de Anzánigo.
- Datos referidos a la población de derecho, excepto en los censos de 1857 y 1860 que se refieren a la población de hecho.

## Monumentos
- Parroquia dedicada a San Esteban (origen románico)
- Ermita de santa María. Románica, siglo XII. De planta rectangular, con presbiterio y ábside semicircular. La nave y el presbiterio se cubren con bóveda de cañón y el ábside con bóveda de cuarto de esfera. En el exterior, centrada en el ábside, se abre una espléndida ventana románica, con pilares, capiteles labrados y una imposta de ajedrezado jaqués. En la puerta luce un tímpano con el crismón. El aparejo es de excelente sillar.[7]
- Ermita de santa Isabel. Románica, siglo XII. De planta rectangular, la nave lleva cubierta de medio cañón y el ábside de cuarto de esfera. Destaca la ventana de medio punto del ábside, con dos columnas y sus capiteles labrados y rematada por una moldura de ajedrezado jaqués.[8]

## Para ver
- Singulares casonas de los siglos XVI y XVIII

## Personajes célebres
Agustín Antonio Domec: Mercedario, que nació a fines del siglo XVII. Habiendo ejercido la Medicina y la Cirugía, ingresó en el convento mercedario del Nuestra Señora del Pilar existente entonces en la ciudad de Jaca. Trasladado posteriormente al Real Convento de San Lázaro de Zaragoza, simultaneó la observancia, religiosa con la ayuda a los enfermos y el estudio de ciencias médicas, llegando a formar una rica biblioteca. Murió en la capital aragonesa el 1 de febrero de 1770. Publicó una curiosa obra titulada Disertación Phisico-Chímica, Mecánico-Médica (J. Fort, Zaragoza, 1750).